# 艾特伍德 (印第安納州)
艾特伍德（英語：Atwood）是位於美國印地安納州科西阿斯科縣的一個非建制地區。

## 地理
艾特伍德位於41°16′44″N 85°47′24″W / 41.27889°N 85.79000°W。